# 波号第百十一潜水艦
波号第百十一潜水艦（はごうだいひゃくじゅういちせんすいかん）は、日本海軍の潜水艦。波百一型潜水艦の11番艦。太平洋戦争末期に竣工して特殊潜航艇隊の訓練に従事し、戦後海没処分された。

## 艦歴
マル戦計画の輸送潜水艦小型、第4601号艦型の11番艦、仮称艦名第4611号艦として計画。1944年11月16日、三菱重工業神戸造船所で建造番号753番船として仮称艦名第4612号艦と同時に起工。12月8日、波号第百十一潜水艦と命名されて波百一型潜水艦の11番艦に定められ、本籍を呉鎮守府と仮定。
1945年2月12日、艤装員事務所を神戸三菱造船所内に設置し事務を開始。3月2日、進水。6月14日に艤装を完了したが、海面不良のため公試運転が出来ず引渡しが遅延する。
7月4日、艤装員事務所を撤去。13日竣工し、本籍を呉鎮守府に定められ、連合艦隊附属第十特攻戦隊に編入。以後、第十特攻戦隊の行動を支援。
終戦時は宿毛に所在。11月30日、海軍省の廃止に伴い除籍。
1946年4月1日、五島列島キナイ島沖でアメリカ海軍により海没処分された。

## 潜水艦長
艤装員長
1. 小野信平 大尉：1945年2月27日 - 1945年7月13日

潜水艦長
1. 小野信平 大尉：1945年7月13日 - 1945年11月29日